# بسام شبارو
بسام صلاح الدين شِبارو (1362- 1446 هـ / 1943- 2024 م) ناشر كتب لبناني، ورجل أعمال. ولد في بيروت وتوفي فيها. متخصِّص في إدارة الأعمال، يعمل في مجال النشر منذ عام 1973م، وهو مؤسِّس الدار العربية للعلوم ناشرون، وغيرها من مبادرات نشر الكتب وطباعتها في المشرق العربي.

## سيرته
ولد بسَّام بن صلاح الدين بن توفيق شبارو في بيروت، يوم 9 المحرَّم 1362هـ الموافق 15 يناير (كانون الثاني) 1943م. ينتمي إلى آل شبارو المسلمة البيروتية. درس في الكلية الدولية في بيروت، تخرج في الجامعة الأمريكية في بيروت عام 1963 متخصِّصًا في إدارة الأعمال.
هو مؤسس وصاحب العديد من المؤسسات في مجال نشر الكتاب؛ ففي عام 1973 أسس مطبعة المتوسط، وفي عام 1979، أسس مركز أبجد غرافيكس. وفي عام 1987، أسس شركة الدار العربية للعلوم ناشرون. ثم أسس مركز التعريب والبرمجة لترجمة المطبوعات الفنية الدَّولية إلى اللغة العربية في عام 1992. ثم أسس شركة جديدة لبيع أدوات الطباعة وآلات التصوير باسم شركة جفت غرافيكس لبنان ش.م.م. مع أشقائه، عام 1991.
وفي أواخر التسعينيات أسس مكتبة النيل والفرات على الإنترنت سنة 1998، للطباعة الورقية العربية والرَّقْمية. وفي عام 2008، شارك مع شقيقه بشار في تأسيس دار ثقافة للنشر والتوزيع، وهي شركة نشر إماراتية لخدمة الكِتاب والكُتَّاب. وفي عام 2013 افتتح فرعًا آخرَ للدار العربية للعلوم في الرياض بالمملكة العربية السعودية. وكان آخرَ استثمار له في شركة شقيقة للترجمة من الصينية إلى العربية، تُدعى «مأمون» ومقرُّها بكين في الصين.
في مايو 2015 صرَّح أنه اختار «عدم المس بجميع الأديان والمذاهب، وعدم التطرق إلى جميع ما يسيء إلى الحكام العرب» في الدار العربية للعلوم ناشرون، والدار « ليست ثقافية وأدبية ومعرفية وحسب، بل هي رسالة إنسانية تنمِّي الأخلاق الحميدة، وإيمانية تحفظ الدين الحنيف.»

## جوائزه
- جائزة الشيخ زايد في النشر والتقنيات الثقافية، عن إدارته الدار العربية للعلوم ناشرون، عام 2015.[8][9]
- جائزة الكتاب الخاص بالصين، لإسهامه الكبير في نقل الكتب الصينية إلى العربية، وترويج التبادل الثقافي والثقافة الصينية في الوطن العربي، بتاريخ 18 ديسمبر 2020.[10][10][11]
- كرَّمه الوزير عباس مرتضى، في 17 فبراير 2021.[12]

## وفاته
توفي بسام شبارو في بيروت، يوم الخميس 4 صفر 1446هـ الموافق 8 أغسطس (آب) 2024م، عن واحد وثمانين عامًا، بعد معاناة مرض عُضال. وصُلِّي عليه بعد صلاة الجمعة في جامع الخاشقجي ببيروت، ودُفن في مقبرة مدافن الشهداء.

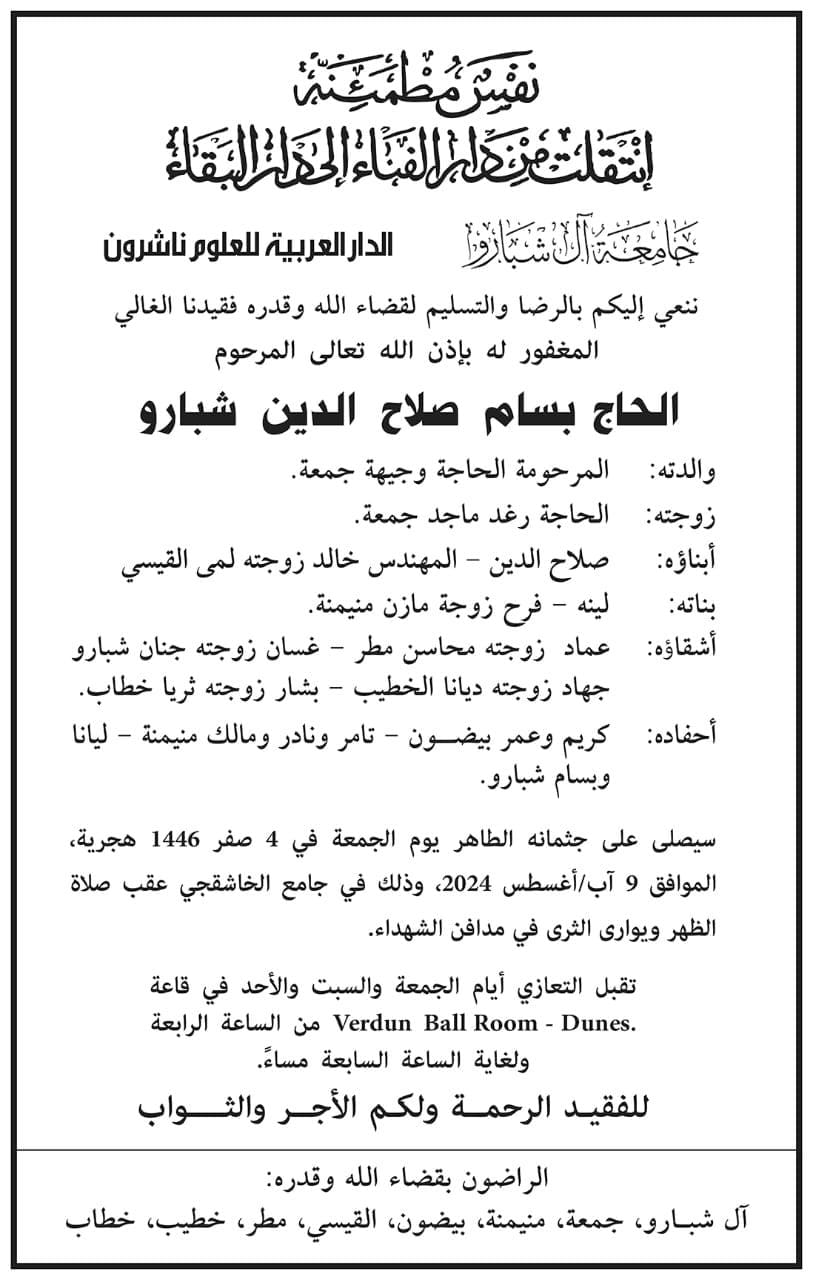
ورقة نعي بسام شبارو